# Stenochilus (Bulbophyllum)
Stenochilus es una sección del género Bulbophyllum perteneciente a la familia de las orquídeas.   El género tipo es: Bulbophyllum macranthum Lindl. (designated by Seidenfaden 1979).
Las especies se encuentran en el Sudeste de Asia.

## Especies
1. Bulbophyllum blumei [Lindley]J.J. Sm. 1906
2. Bulbophyllum cheiri Lindl. 1844 Las Filipinas.
3. Bulbophyllum copelandi Ames 1905 Philippines
4. Bulbophyllum emiliorum Ames & Quisumb. 1931 Nueva Guinea y Las Filipinas.
5. Bulbophyllum gerlandianum Kraenzl. 1886 Nueva Guinea.
6. Bulbophyllum gjellerupii J.J.Sm. 1929
7. Bulbophyllum hahlianum Schltr. 1905 Papua and Nueva Guinea, Las Mouluccas y Sulawesi
8. Bulbophyllum macranthum Lindley 1844 Assam, Myanamar, Tailandia, Malaysia, Vietnam.
9. Bulbophyllum macranthoides Kraenzl. 1904 Papua y Nueva Guinea.
10. Bulbophyllum thecanthum J.J.Verm. 2008 Indonesia
11. Bulbophyllum werneri Schltr.1913 Papua y Nueva Guinea.